# Джованни ди Чекко
Джованни ди Чекко (итал. Giovanni di Cecco) — архитектор и скульптор итальянского проторенессанса, работал в стиле интернациональной готики в Сиене, Тоскана.

## Жизнь и творчество

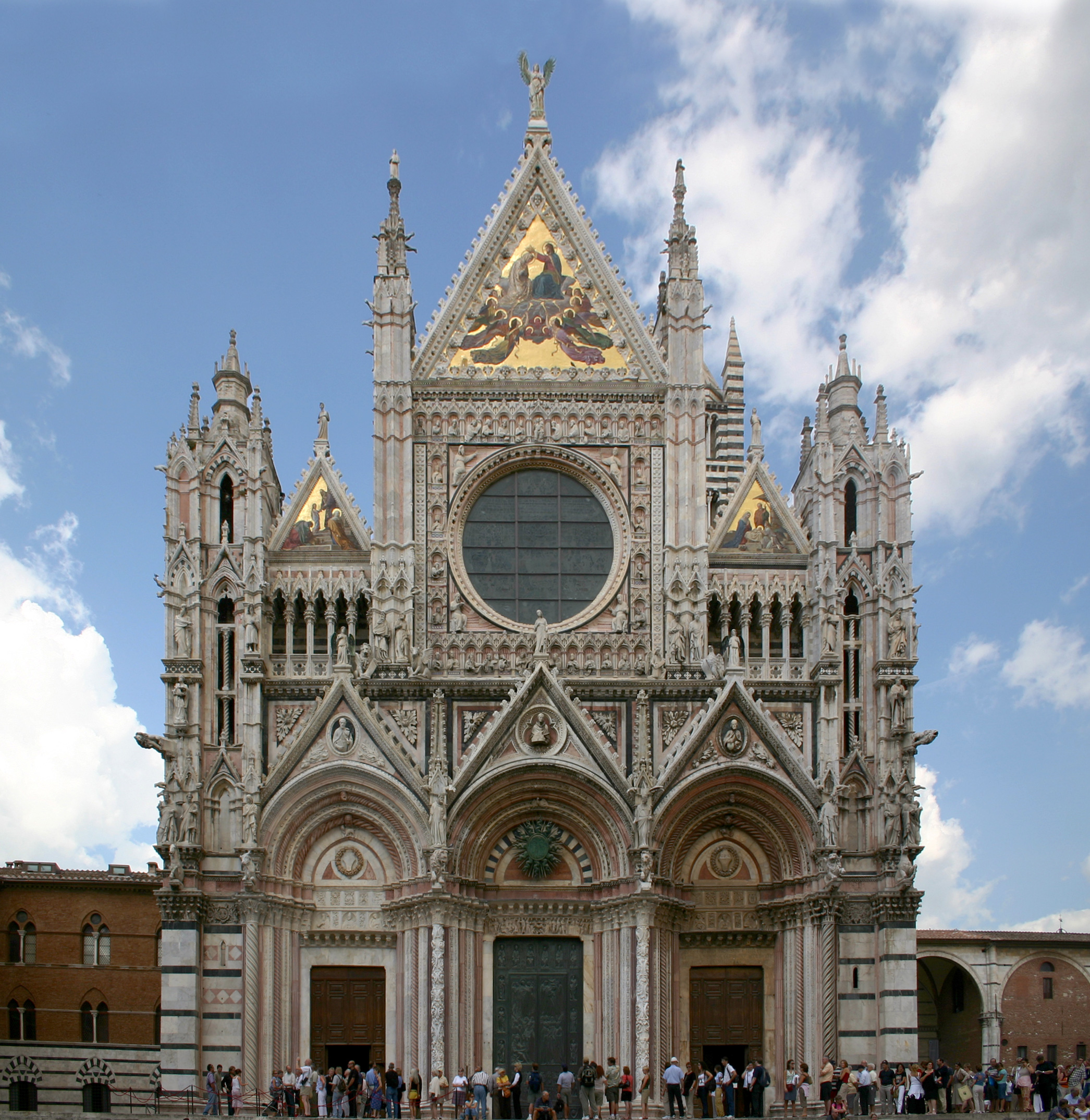
Сиенский собор. Главный фасад

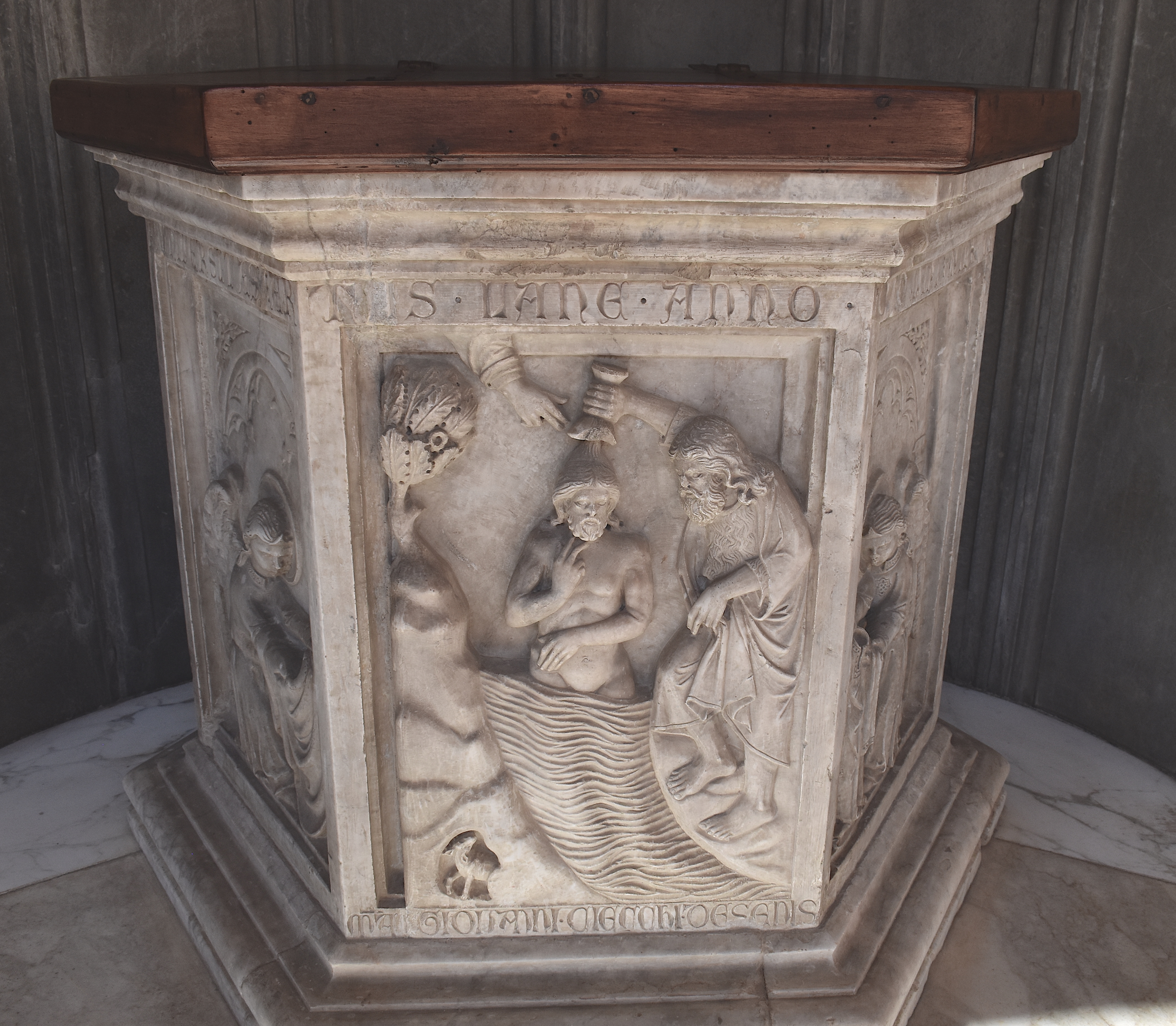
«Фонте» церкви Санта-Мария-Ассунта в Сан-Джиминьяно. Рельеф «Крещение Христа». 1379. Мрамор

Джованни ди Чекко известен участием в строительстве фасада Сиенского собора, которое было начато Джованни Пизано и над которым работали несколько мастеров. Работа приостановилась в 1317 году. Джованни ди Чекко взял на себя руководство работами в середине XIV века, но точная дата неизвестна. Традиционно считалось, что верхняя часть фасада была завершена в 70-е годы XIV века. Однако ныне полагают, что работы были завершены ещё в начале столетия, в 1310-е годы. Джованни ди Чекко изменил проект своих предшественников, чтобы придать фасаду более экспрессивный готический вид с высокими вимпергами по образцу собора в Орвието.
В качестве скульптора Джованни ди Чекко оформил купель (fonte) коллегиальной церкви Санта-Мария-Ассунта в Сан-Джиминьяно. Шестиугольная купель украшена резными рельефными панелями, центральной из которых является рельеф «Крещение Христа». Работа подписана и датирована, она была заказана Гильдией шерстяных мастеров (Arte della Lana). Купель установлена в открытой лоджии рядом с церковью, под фреской «Благовещение» работы Себастьяно Майнарди.